# Tullimonstrum gregarium
A Tullimonstrum gregarium (vagy Tully-szörny) a karbon időszak egyik faja. 1958-ban egy lockporti amatőr, Francis Tully fedezte fel az első ismert példányát. Azóta 1200-nál több lelete ismert, többségük Illinois állam Grundy megyéjéből, a Mazon Creek késő karbon (angol nyelvterületen pennsylvaniai sorozat) 309–307 millió éves kőzeteiből került elő. Besorolása a nagy leletmennyiség ellenére is nehéz volt. A maradványokat sok állatcsoportban próbálták elhelyezni, mint a puhatestűek, soksertéjűek, konodonták, ízeltlábúak. A legújabb kutatások szerint a gerinchúrosok közé, a nyálkahalak rokonságába tartozott.

## Testfelépítése
A T. gregarium hengeres testű volt. A test elülső részének felső oldalán két merev, 180 fokban álló, rövid nyélen ültek a szemei. A fejvégről egy hosszú, szelvényezett nyúlvány nyúlt előre, amelynek hossza elérhette az állat testhosszát is. A nyúlvány végén egy máshonnan ismeretlen típusú szájszerv volt, ami egy kúpos fogakkal felszerelt fogóhoz hasonló. A test hátsó felén hosszú hátuszony, és függőleges farokúszó található. Maga a test is szelvényezettséget mutat, ezért keverték össze korábban az ízeltlábúak vagy férgek testfelépítésével. A porcos gerinchúrra, kopoltyúüregekre, ízületekre utaló jeleket csak jóval később találták meg, és 2016-ban publikálták. Leírója, Eugen Richardson még sekélytengeri, partmenti gerinctelennek gondolta.
Az átlagos testhossz felnőtt korban 35 cm körül lehetett, a legkisebb eddig talált példány 8 cm hosszú volt.